# Leichtathletik-Weltmeisterschaften 2017/Teilnehmer (Kuba)
| Gelbes Symbol für Goldmedaillen mit stilisierten Olympischen Ringen | Graues Symbol für Silbermedaillen mit stilisierten Olympischen Ringen | Braundes Symbol für Bronzemedaillen mit stilisierten Olympischen Ringen |
| ------------------------------------------------------------------- | --------------------------------------------------------------------- | ----------------------------------------------------------------------- |
| —                                                                   | —                                                                     | 1                                                                       |

Von Kuba wurden 27 Athleten für die Leichtathletik-Weltmeisterschaften 2017 in London nominiert.

## Ergebnisse

### Frauen

#### Laufdisziplinen
| Athletin           | Disziplin    | Vorlauf     | Vorlauf | Halbfinale         | Halbfinale         | Finale             | Finale             |
| Athletin           | Disziplin    | Zeit        | Platz   | Zeit               | Platz              | Zeit               | Platz              |
| ------------------ | ------------ | ----------- | ------- | ------------------ | ------------------ | ------------------ | ------------------ |
| Roxana Gómez       | 400 m        | 51,98 s     | 20      | 52,01 s            | 17                 | nicht qualifiziert | nicht qualifiziert |
| Rose Mary Almanza  | 800 m        | 2:01,43 min | 16      | 1:59,79 min        | 8                  | nicht qualifiziert | nicht qualifiziert |
| Zurian Hechavarría | 400 m Hürden | 56,44 s     | 24      | nicht qualifiziert | nicht qualifiziert | nicht qualifiziert | nicht qualifiziert |
| Dailín Belmonte    | Marathon     |             |         |                    |                    | 2:46:15 h SB       | 55                 |

#### Sprung/Wurf
| Athletin        | Disziplin      | Qualifikation | Qualifikation | Finale             | Finale             |
| Athletin        | Disziplin      | Weite/Höhe    | Platz         | Weite/Höhe         | Platz              |
| --------------- | -------------- | ------------- | ------------- | ------------------ | ------------------ |
| Yarisley Silva  | Stabhochsprung | 4,55 m        | 6             | 4,65 m             | Bronze             |
| Liadagmis Povea | Dreisprung     | 13,55 m       | 22            | nicht qualifiziert | nicht qualifiziert |
| Yaniuvis López  | Kugelstoßen    | 17,84 m       | 11            | 18,03 m            | 8                  |
| Denia Caballero | Diskuswurf     | 63,79 m       | 5             | 64,37 m            | 5                  |
| Yaimé Pérez     | Diskuswurf     | 65,58 m       | 2             | 64,82 m            | 4                  |

#### Siebenkampf
| Athletin           | Disziplin | 100 m Hürden | Hochsprung | Kugelstoßen | 200 m   | Weitsprung | Speerwurf | 800 m       | Punkte  | Platz |
| ------------------ | --------- | ------------ | ---------- | ----------- | ------- | ---------- | --------- | ----------- | ------- | ----- |
| Yorgelis Rodríguez | Ergebnis  | 13,33 s      | 1,80 m     | 12,47 m     | 22,86 s | 6,56 m     | 41,72 m   | 2:08,10 min | 6594 NR | 4     |
| Yorgelis Rodríguez | Punkte    | 1036         | 1171       | 757         | 941     | 921        | 810       | 958         | 6594 NR | 4     |

### Männer

#### Laufdisziplinen
| Athlet                                                                       | Disziplin    | Vorlauf        | Vorlauf | Halbfinale         | Halbfinale         | Finale             | Finale             |
| Athlet                                                                       | Disziplin    | Zeit           | Platz   | Zeit               | Platz              | Zeit               | Platz              |
| ---------------------------------------------------------------------------- | ------------ | -------------- | ------- | ------------------ | ------------------ | ------------------ | ------------------ |
| Yoandys Lescay                                                               | 400 m        | 45,93 s        | 31      | nicht qualifiziert | nicht qualifiziert | nicht qualifiziert | nicht qualifiziert |
| Roger Iribarne                                                               | 110 m Hürden | 13,48 s        | 16      | 13,43 s            | 15                 | nicht qualifiziert | nicht qualifiziert |
| Yordan O’Farrill                                                             | 110 m Hürden | 13,56 s        | 22      | DNF                | –––                | –––                | –––                |
| José Luis Gaspar                                                             | 400 m Hürden | 51,82 s        | 33      | nicht qualifiziert | nicht qualifiziert | nicht qualifiziert | nicht qualifiziert |
| Yaniel Carrero José Luis Gaspar Harlyn Pérez Roberto Skyers                  | 4 × 100 m    | 39,01 s SB     | 13      |                    |                    | nicht qualifiziert | nicht qualifiziert |
| Adrián Chacón Williams Collazo Yoandys Lescay Osmeli Pellicer Leandro Zamora | 4 × 400 m    | 3:01,88 min SB | 8       |                    |                    | 3:01,10 min SB     | 6                  |

#### Sprung/Wurf
| Athlet                 | Disziplin  | Qualifikation | Qualifikation | Finale             | Finale             |
| Athlet                 | Disziplin  | Weite/Höhe    | Platz         | Weite/Höhe         | Platz              |
| ---------------------- | ---------- | ------------- | ------------- | ------------------ | ------------------ |
| Juan Miguel Echevarría | Weitsprung | 7,86 m        | 15            | nicht qualifiziert | nicht qualifiziert |
| Maykel Massó           | Weitsprung | 8,15 m        | 2             | 8,26 m             | 5                  |
| Andy Díaz              | Dreisprung | 16,96 m       | 4             | 17,13 m            | 7                  |
| Lázaro Martínez        | Dreisprung | 16,66 m       | 12            | 16,25 m            | 12                 |
| Cristian Nápoles       | Dreisprung | 17,06 m       | 3             | 17,16 m            | 4                  |

#### Zehnkampf
| Athlet        | Disziplin | 100 m   | Weitsprung | Kugelstoßen | Hochsprung | 400 m | 110 m Hürden | Diskuswurf | Stabhochsprung | Speerwurf | 1500 m | Punkte | Platz |
| ------------- | --------- | ------- | ---------- | ----------- | ---------- | ----- | ------------ | ---------- | -------------- | --------- | ------ | ------ | ----- |
| Leonel Suárez | Ergebnis  | 15,93 s | DNS        | DNS         | −          | −     | −            | −          | −              | −         | −      | DNF    | −     |
| Leonel Suárez | Punkte    | 94      | −          | −           | −          | −     | −            | −          | −              | −         | −      | DNF    | −     |